# WTA 125k 2020
Il WTA 125k 2020 è il secondo livello professionistico di tennis femminile, dopo il WTA Tour 2020. Per il 2020 è costituito da tredici tornei, il montepremi per la vittoria è di 125 000 $, tranne che per gli Challenger Series che offrono un montepremi di 162 480 $.

## Calendario
| Settimana    | Torneo | Campionesse                            | Finaliste                              | Semifinaliste                   | Eliminate ai quarti                                                         |
| ------------ | --- | -------------------------------------- | -------------------------------------- | ------------------------------- | --------------------------------------------------------------------------- |
| 27 gennaio   | Challenger Series - Newport Beach 2020 Newport Beach, Stati Uniti $162,480 – Cemento – 48S/4Q/16D Singolare – Doppio | Madison Brengle 6–1, 3–6, 6–2          | Stefanie Vögele                        | Nadia Podoroska Taylor Townsend | Jessica Pegula Tatjana Maria Christina McHale Coco Vandeweghe               |
| 27 gennaio   | Challenger Series - Newport Beach 2020 Newport Beach, Stati Uniti $162,480 – Cemento – 48S/4Q/16D Singolare – Doppio | Hayley Carter Luisa Stefani 6–1, 6–3   | Marie Benoît Jessika Ponchet           | Nadia Podoroska Taylor Townsend | Jessica Pegula Tatjana Maria Christina McHale Coco Vandeweghe               |
| 2 marzo      | Challenger Series - Indian Wells 2020 Indian Wells, Stati Uniti $162,480 – Cemento – 48S/4Q/16D Singolare – Doppio   | Irina-Camelia Begu 6–3, 6–3            | Misaki Doi                             | Vera Zvonarëva Lesia Tsurenko   | Laura Siegemund Yanina Wickmayer Jessica Pegula Olga Danilović              |
| 2 marzo      | Challenger Series - Indian Wells 2020 Indian Wells, Stati Uniti $162,480 – Cemento – 48S/4Q/16D Singolare – Doppio   | Asia Muhammad Taylor Townsend 6–4, 6–4 | Caty McNally Jessica Pegula            | Vera Zvonarëva Lesia Tsurenko   | Laura Siegemund Yanina Wickmayer Jessica Pegula Olga Danilović              |
| 16 marzo     | Abierto Zapopan 2020 Guadalajara, Messico $125,000 – Cemento – 32S/16Q/16D                                           | cancellato                             | cancellato                             | cancellato                      | cancellato                                                                  |
| 11 marzo     | Xi'an Open 2020 Xi'an, Cina $125,000 – Cemento – 32S/16Q/16D                                                         | cancellato                             | cancellato                             | cancellato                      | cancellato                                                                  |
| 27 aprile    | Kunming Open 2020 Anning, Cina $125,000 – Terra rossa – 32S/16Q/16D                                                  | cancellato                             | cancellato                             | cancellato                      | cancellato                                                                  |
| 1 giugno     | Croatia Bol Open 2020 Bol, Croazia $125,000 – Terra rossa – 32S/16D                                                  | cancellato                             | cancellato                             | cancellato                      | cancellato                                                                  |
| 6 luglio     | Swedish Open 2020 Båstad, Svezia $125,000 – Terra rossa – 32S/16D                                                    | cancellato                             | cancellato                             | cancellato                      | cancellato                                                                  |
| 27 luglio    | Open Karlsruhe 2020 Karlsruhe, Germania $125,000 – Terra rossa – 32S/6Q/8D                                           | cancellato                             | cancellato                             | cancellato                      | cancellato                                                                  |
| 27 luglio    | Challenger Series - New Haven 2020 New Haven, Stati Uniti $162,480 – Cemento – 48S/4Q/16D                            | cancellato                             | cancellato                             | cancellato                      | cancellato                                                                  |
| 31 agosto    | Prague Open 2020 Praga, Repubblica Ceca $3,125,000 – Terra rossa – 128S/32D Singolare – Doppio                       | Kristína Kučová 6-4, 6-3               | Elisabetta Cocciaretto                 | Ivana Jorović Nadia Podoroska   | Francesca Jones Çağla Büyükakçay Marina Melnikova Anna Karolína Schmiedlová |
| 31 agosto    | Prague Open 2020 Praga, Repubblica Ceca $3,125,000 – Terra rossa – 128S/32D Singolare – Doppio                       | Lidziya Marozava Andreea Mitu 6-4, 6-4 | Giulia Gatto-Monticone Nadia Podoroska | Ivana Jorović Nadia Podoroska   | Francesca Jones Çağla Büyükakçay Marina Melnikova Anna Karolína Schmiedlová |
| 7 settembre  | BNP Paribas Warsaw Open 2020 Varsavia, Polonia $125,000 – Cemento – 32S/6Q/8D                                        | cancellato                             | cancellato                             | cancellato                      | cancellato                                                                  |
| 28 settembre | Tashkent Open 2020 Tashkent, Uzbekistan $125,000 – Cemento – 32S/6Q/8D                                               | cancellato                             | cancellato                             | cancellato                      | cancellato                                                                  |
| 5 ottobre    | Taipei OEC Open 2020 Taipei, Taiwan $125,000 – Sintetico (indoor) – 32S/16Q/16D                                      | cancellato                             | cancellato                             | cancellato                      | cancellato                                                                  |
| 16 novembre  | Challenger Series - Houston 2020 Houston, Stati Uniti $162,480 – Cemento – 48S/4Q/16D                                | cancellato                             | cancellato                             | cancellato                      | cancellato                                                                  |
| 14 dicembre  | Open BLS de Limoges 2020 Limoges, Francia $125,000 – Cemento (i) – 32S/16Q/8D                                        | cancellato                             | cancellato                             | cancellato                      | cancellato                                                                  |